# Луццатто (фамилия)
Луццатто, Луццатти (итал. Luzzatto, Luzzatti) — фамилия еврейского происхождения, распространенная среди итальянских евреев и их потомков. (В русскоязычной литературе иногда записывается с одной буквой Ц и/или с одной буквой Т — Луццато, Луцатти и т. п.)
Фамилия образована от немецкого названия области Лужица в Германии — первые носители фамилии переселились в Италию именно оттуда.
Семья Луццатто известна как минимум с начала XVI века, причём уже в это время её представители жили не только в Италии, но и на территории Османской империи. Многочисленная ветвь семьи позднее жила в Северной Африке, на территории современных Алжира и Марокко.